# Costel Pană
Costel Pană (n. 15 iulie 1967) este un fost fotbalist român. A devenit campion al României cu Dinamo București.
Fratele său, Marian, a fost de asemenea fotbalist, jucând pe postul de fundaș.
După ce și-a încheiat cariera de jucător, a lucrat ca antrenor.
Din februarie 2025 este antrenor principal al echipei Chindia Târgoviște, în Liga a II-a.

## Performanțe

### Jucător
Flacăra Moreni
- Divizia B: 1985–1986
- Divizia A: 1986-1990

Dinamo București
- Divizia A: 1990–1995[8]

### Antrenor principal:
Chindia Târgoviște
- Liga a II-a, ediția 2024-2025.